# Hiệp hội bóng đá Yemen
Hiệp hội bóng đá Yemen (YFA) (tiếng Ả Rập: الاتحاد اليمني لكرة القدم) là tổ chức quản lý, điều hành các hoạt động bóng đá ở Yemen. YFA quản lý đội tuyển bóng đá quốc gia Yemen, tổ chức các giải bóng đá như giải vô địch bóng đá Yemen, cúp bóng đá Yemen,.... YFA là thành viên của cả Liên đoàn bóng đá thế giới (FIFA), Liên đoàn bóng đá châu Á (AFC) và Liên đoàn bóng đá Tây Á (WAFF).
Chủ tịch của Hiệp hội bóng đá Yemen hiện nay là Ahmed Saleh Al-Eissi.